# Jenő Fekete (geofizik)
Jenő Fekete, madžarski geofizik, * 5. marec 1880, Veszprém, Avstro-Ogrska (sedaj Madžarska), † 17. marec 1943, Budimpešta, Madžarska.
Fekete je bil sodelavec Loránda Eötvösa, dopisni član Madžarske akademije znanosti (1941). Skupaj z Eötvösem in Dezsőjem Pekárjem velja za eksperimentalnega utemeljitelja teorije relativnosti.

## Življenje in delo
Bil je sin krojaškega mojstra Károlyja Feketeja in Rozálie Galambos. Študij je zaključil na Univerzi v Budimpešti, kjer je doktoriral iz humanistike. Postal je pomočnik učitelja, od leta 1905 pa je prejemal štipendijo Fundacije Semsey. Z Eötvösem je sodeloval petnajst let. Od leta 1915 je bil imenovan za geofizika.
Od leta 1919 je bil zaposlen na Geofizifalnem inštitutu Loránda Eötvösa. Leta 1923 je v družbi Royal Dutch Shell izvajal meritve s torzijskim nihalom v Mehiki, od leta 1931 v Teksasu, v letih 1934–1935 pa se je vrnil domov in prevzel vodenje Geofizikalnega inštituta.
17. marca 1943 je v svojem stanovanju naredil samomor. Pokopan je na Pokopališču Farkasréti v Budimpešti.
Njegova žena je bila Éva Karolina Rieszinger, s katero se je poročil v Budimpešti 5. junija 1939.[5]
Uvedel je nove raziskovalne metode (seizmične, električne itd.). Raziskoval in interpretiral je veliko področje na Madžarskem. Njegovi spisi o sorazmernosti gravitacije in vztrajnosti ter raziskave Lóránda Eötvösa o zemeljskem magnetizmu so bili objavljeni v Mathematici in Physikai Lapok.

## Izbrana bibliografija
- Eötvös, Loránd; Pekár, Dezső; ——— (1922), »Beiträge zum Gesetze der Proportionalität von Trägheit und Gravität«, Annalen der Physik, 373 (9): 11–66, doi:10.1002/andp.19223730903